# مايك فيلدر
مايك فيلدر (بالإنجليزية: Mike Felder)‏ هو لاعب كرة قاعدة أمريكي، ولد في 18 نوفمبر 1962 في فاليجو في الولايات المتحدة.

## وصلات خارجية
- مايك فيلدر على موقعبيزبول رفرنس.كوم (الدوري الرئيسي) (الإنجليزية)